# Safia Farkash
Safia Farkash (tên khai sinh Safia el-Brasai, còn được gọi là Safia Farkash el-Brasai), là phu nhân thứ hai của nhà lãnh đạo Libya bị lật đổ Muammar Gaddafi, và là mẹ của bảy trong số tám người con ruột của ông. Tổng số tài sản mà bà có được một số nguồn tin cho là lên tới 30 tỷ đô la Mỹ, trong đó có 20 tấn vàng.

## Tiểu sử
Safia Farkash xuất thân từ một gia đình thuộc bộ tộc Obeidat ở thành phố Al Bayda thuộc miền đông Libya và có một phần nguồn gốc Hungary. Bà được học tập để trở thành y tá. Bà gặp gỡ Gaddafi vào năm 1971 khi ông phải nhập viện để điều trị bệnh viêm ruột thừa, họ đã kết hôn tại Tripoli cùng năm. Bảy người con ruột của bà với Muammar Gaddafi lần lượt là:
- Saif al-Islam Gaddafi:
- Al-Saadi al-Gaddafi:
- Hannibal Muammar al-Gaddafi
- Al-Mu'tasim-Billah al-Gaddafi
- Saif al-Arab al-Gaddafi
- Khamis al-Gaddafi
- Ayesha al-Gaddafi

## Hoạt động xã hội
Safia Farkash ít được biết đến trong gia đoạn đầu sau khi kết hôn với Gaddafi. Tuy nhiên, sau vụ phóng thích kẻ đánh bom trong vụ Lockerbie, Abdul Baset Ali al-Megrahi vào năm 2009, bà được biết đến rộng rãi hơn. Bà đã tổ chức một bữa tiệc dành cho truyền thông địa phương để kỷ niệm cuộc cách mạng năm 1969 đã đưa chồng bà lên nắm quyền, và năm 2010 bà đã tham gia vào buổi lễ cấp bằng cho các nữ học viên cảnh sát.
Năm 2008, Safia Farkash đã được bầu làm phó chủ tịch của Tổ chức Đệ nhất Phu nhân châu Phi trong một hội nghị giữa các nhà lãnh đạo của Liên minh châu Phi tại Sharm al-Sheikh, Ai Cập mặc dù bà không hề xuất hiện tại hội nghị, và bà cũng chưa từng có một hoạt động nào liên quan đến các côn việc của tổ chức này.
Safia Farkash có một hãng hàng không riêng với tên gọi là Buraq Air, trụ sở đặt tại Sân bay quốc tế Mittiga. Hãng hàng không được chồng bà cấp phép cho hoạt động. Đây là hãng đối thủ của hãng hàng không quốc gia Libya, giữ độc quyền khai thác đường bay hành hương tới Hajj ở Mecca.

## Nội chiến Libya 2011
Safia Farkash đã ở bên chồng bà cùng gia đình trong nội chiến Libya 2011, tại tư gia của họ ở Tripoli. Sau một lệnh trừng phạt đầu tiên của Liên Hiệp quốc đóng băng tất cả tài sản ở nước ngoài của Libya và của bản thân Gaddafi, chính phủ Pháp và Anh Quốc đã đóng băng số tài sản nhà nước hay cá nhân mà bà sở hữu, ước tính con số này lên tới 18 tỉ Bảng Anh. Vào tháng 5 năm 2011, bà nhận trả lời phỏng vấn lần đầu tiên với phóng viên CNN Nima Elbagir qua điện thoại di động.
Khi Tripoli thất thủ, gia đình bà buộc phải dời bỏ khu nhà ở của mình. Vào ngày 27 tháng 8, hãng thông tân Ai Cập Mena đã đưa tin rằng sáu chiếc Mercedes-Benz bọc sắt, có thể chở những nhân vật cao cấp trong chế độ của Gaddafi, đã vượt qua biên giới tại thị trấn Ghadames để sang Algérie, tuy nhien điều này bị chính quyền Algeria lúc đó phủ nhận. Vào ngày 29 tháng 8, chính phủ Algeria đã chính thức tuyên bố rằng Safia cùng con gái Ayesha và hai con trai Muhammad và Hannibal, đã vượt biên giới sang Algeria vào sớm ngày thứ 2, 29/8. Bộ Ngoại giao Algeria nói rằng tất cả nay đều được hộ tống tới thủ đô Algiers, và không một ai trong số họ có tến trong lệnh truy nã của Tòa án Hình sự Quốc tế.